# Kleines Wiesental
Kleines Wiesental là một đô thị trong huyện Lörrach bang Baden-Württemberg thuộc nước Đức. Đô thị Kleines Wiesental có diện tích 77,84 km², dân số là 2967 người (31/12/2007).